# Union Square (Hongkong)

Kaart van het Union Square-complex.

Union Square is vastgoedproject met woningen en bedrijfsgebouwen in het drooggelegde West Kowloon-gebied van Hongkong. Het omvat 13,54 hectare en heeft een vloeroppervlak van 1.090.026 vierkante meter, ongeveer de grootte van het Canary Wharf-complex in Londen. Met ingang van 2011 bevatte het terrein een aantal van de hoogste gebouwen in Hong Kong — inclusief het grootste handelsgebouw in Hongkong, het 118-verdiepingen hoog International Commerce Centre en de grootste woontoren in Hongkong, The Cullinan (270 meter hoog).

## Locatie en accommodatie
Union Square ligt aan 1 Austin Road West, Tsim Sha Tsui, Kowloon, Hongkong. Het beslaat een deel van de 340 hectare land gewonnen door het droogleggen van Victoria Harbour in de jaren 1990 voor de bouw van een snelweg en een spoorverbinding naar de nieuwe internationale Luchthaven van Hong Kong. De gebouwde omgeving omvat 5866 woningen (in totaal 608.026 m²), 2230 hotelkamers, en 2490 appartementen met 167.472 m² gecombineerde hotel- en appartementruimte en 231.778 m² kantoorruimte. Het complex heeft een 82.750 m² groot winkelcentrum, Elements Mall genaamd.
De naam Union Square is niet bekend in Hongkong en wordt zelden gebruikt. Inwoners hebben de neiging om te verwijzen naar de delen waaruit het bestaat, zoals The Elements winkelcentrum, het ICC, het W Hotel en de diverse luxe privé-appartementcomplexen.

## Planning en concept
Het contract voor de bouw van de luchthavenspoorweg werd toegekend aan MTR Corporation in 1992. Het plan voor Union Square, bestaande uit het massale complex met luchtrechten rondom het Station Kowloon, werd ontwikkeld door TFP Farrells. De architecten hadden een drie-dimensionale gemengde stedelijke wijk met talrijke torens zittend op een enorme podium voor ogen.
Volgens architect Terry Farrell wilde MTR Corporation aanvankelijk een versnipperd treinstation met bescheiden ingangen, maar hij pleitte voor een grote stationshal met gelaagde ruimte georiënteerd rond het Kowloon Station. Transportinfrastructuur bezet het ondergronds niveau en begane grond. Laadfaciliteiten en platformen voor MTR-treinen op de Tung Chung en Airport Express lijnen zijn op het ondergrondse niveau, terwijl de begane grond een busstation, parkeergarage-ingangen en technische ruimtes bevat. The Elements op het bovenste dekken neemt 146.000 m² in, met winkelruimte bezet door luxe merken, winkelketens, een bioscoop, een supermarkt, restaurants, en een ijsbaan.
Op het dak van het Union Square-winkelcentrum, drie verdiepingen boven de grond, is een pseudo-grond-niveau met wandelpaden, tuinen en een centraal plein omringd door cafés en bars. De ingangen tot de verschillende gebouwencomplexen van Union Square bevinden zich op dit niveau. Hoewel Union Square was bedoeld als een aaneengesloten ruimte gericht op de transport-infrastructuur, werd het bekritiseerd in 2013 door een studie van de Universiteit van Hong Kong als afgezonderd van zijn omgeving, vooral voor voetgangers. Paul Zimmerman noemde Union Square "een eiland van de rijke losgekoppeld van zijn omgeving", en een les voor toekomstige planologen. Deze zorg wordt gedeeld door Farrell, die zei dat er vooraf bepaalde terreinbeperkingen waren waar weinig aan gedaan kon worden.

## Gebouwen
| Afronding | Gebouw                        | Etages | Hoogte       |
| --------- | ----------------------------- | ------ | ------------ |
| 2000      | The Waterfront, Tower 1       | 46     | 142,46 meter |
| 2000      | The Waterfront, Tower 2       | 46     | 142,46 meter |
| 2000      | The Waterfront, Tower 3       | 46     | 142,46 meter |
| 2000      | The Waterfront, Tower 5       | 46     | 142,46 meter |
| 2000      | The Waterfront, Tower 6       | 46     | 142,46 meter |
| 2000      | The Waterfront, Tower 7       | 46     | 142,46 meter |
| 2003      | Sorrento Tower 1              | 75     | 256,3 meter  |
| 2003      | Sorrento Tower 2              | 66     | 236 meter    |
| 2003      | Sorrento, Tower 3             | 64     | 218 meter    |
| 2003      | Sorrento, Tower 5             | 62     | 212 meter    |
| 2003      | Sorrento, Tower 6             | 60     | 206 meter    |
| 2003      | The Harbourside               | 73     | 251,16 meter |
| 2005      | The Arch                      | 65     | 231 meter    |
| 2007      | The Cullinan North Tower      | 68     | 269,92 meter |
| 2007      | The Cullinan South Tower      | 68     | 269,92 meter |
| 2010      | International Commerce Centre | 108    | 484 meter    |

### Waterfront

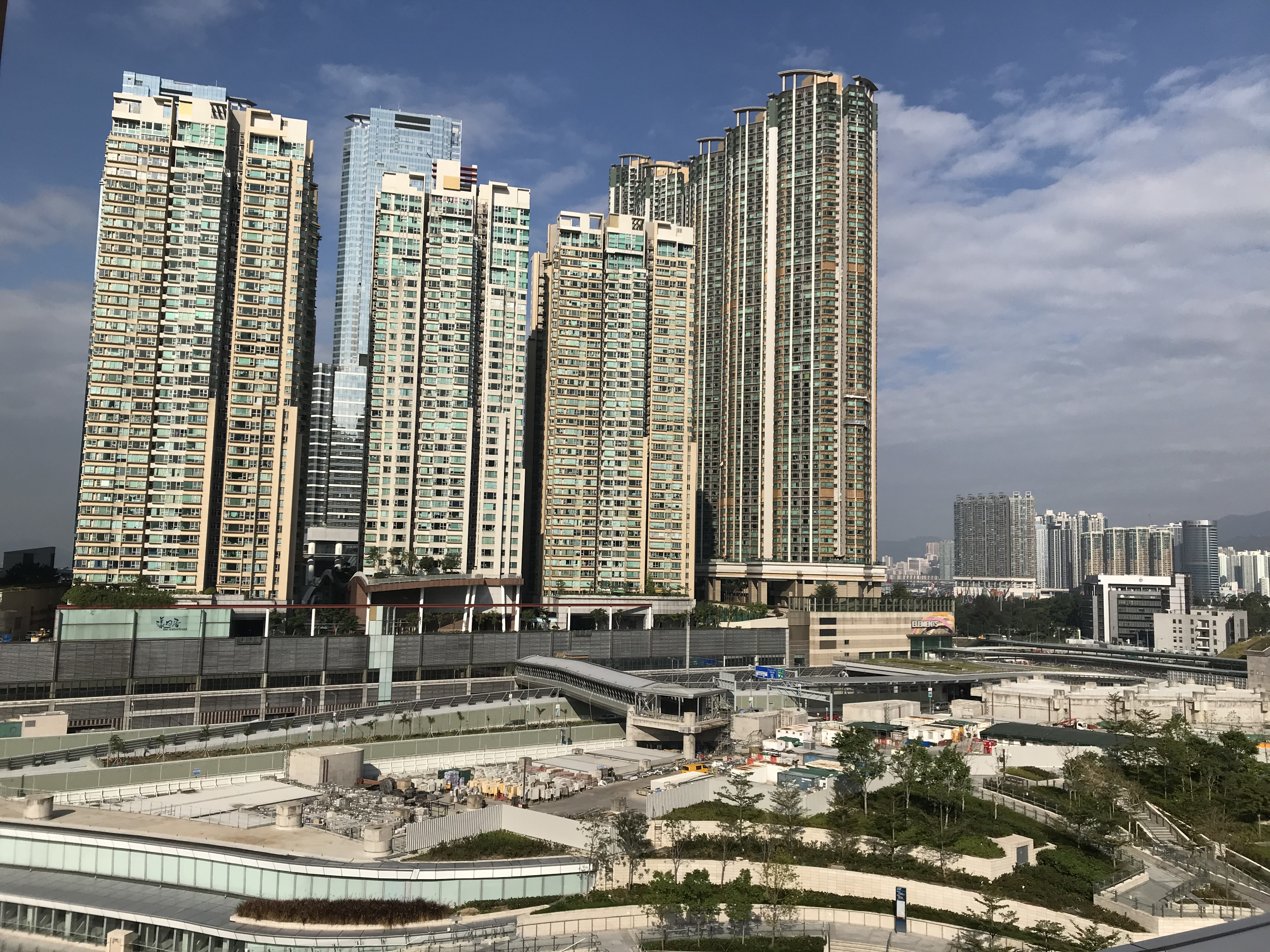
The Waterfront

The Waterfront (Chinees: 漾日居; Standaardkantonees in Yale: Yeuhng yaht gēui), fase I van Union Square, werd ontwikkeld door het consortium geleid door Wing Tai-Azië, inclusief Temasek Holdings, Singapore Land, Keppel Land, Lai Zon Ontwikkeling, World-wide Investment en USI Holdings. Het complex bestaat uit 1.288 appartementen in 6 torens en werd voltooid in 2000, samen met Dickson Cyber Express, een 6500 m² groot cyber winkelcentrum van Dickson Concepts die werd gesloten na de internet bubble burst. Er is een privé-club met diverse faciliteiten, zoals zwembad, badmintonveld, tennisveld, een danszaal, een leeszaal, een karaoke-ruimte en een feestzaal voor het houden van verschillende soorten activiteiten. Het wooncomplex beschikt over een eigen ondergrondse parkeergarage voor bewoners. Er zijn een heleboel van groenvoorzieningen binnen het landgoed, en het hele landgoed gebied is een niet-roken gebied. Bewoners moeten hun cliënt kaarten aantonen voor het betreden van het landgoed. Bezoekers mogen niet betreden zonder toestemming.

### Sorrento
Sorrento (Chinees: 擎天半島; Standaardkantonees in Yale: Kìhngtīn Bundóu) is een residentieel complex gevestigd aan de noordelijke rand van Union Square. Het complex werd gebouwd door De Werf Estate Development Ltd. en MTR Corporation. Het bevat vijf woontorens, voltooid in 2003, en werd ontworpen door Wong & Ouyang (HK) Ltd.

De torens zijn heten Sorrento 1 tot en met Sorrento 6. Zoals in vele gebouwen in Hong Kong is toren 4 weggelaten , omdat in het kantonees "4" een homophone voor "dood" is. Alle vijf torens volgen hetzelfde ontwerp, maar de hoogte vermindert achtereenvolgend, de hoogste dus Sorrento 1, en de kortste, Sorrento 6. Sorrento 1 is 256 meter hoog met 75 verdiepingen. Het is de op een na hoogste woongebouw in Hong Kong en de vijfde hoogste in de wereld. Er zijn een totaal van 2126 woningen in Sorrento. Tussen Sorrento 2 en Sorrento 3 is een kloof, waar een loopbrug het wooncomplex met Kowloon Station en The Elements verbindt.

### Harbourside
Harbourside (Chinees: 君臨天下; Standaardkantonees in Yale: Gwānlàhm Tīnhah) is een 255 meter hoge residentiële wolkenkrabber in Union Square, fase 4 van de Kowloon Station ontwikkeling. De bouw van de 74-verdiepingen tellende complex begon in 2001 en werd voltooid in 2004 volgens het ontwerp van P & T Architecten & Ingenieurs.
Harbourside lijkt van afstand op één gebouw. Het zijn echter drie torens die verbonden zijn in de basis, midden en bovenkant. De gaten tussen de torens helpen met het verlichten van de stress veroorzaakt door de wind, omdat het complex een groot oppervlak heeft. Alle vloeren worden gebruikt voor residentiële doeleinden.

Harbourside is het 91e hoogste gebouw in de wereld als er gemeten wordt tot aan het hoogste architectonische punt.

### The Arch
The Arch (Chinees: 凱旋門; Standaardkantonees in Yale: Hóisyùhn mùhn) is een 81 verdiepingen en 231 meter hoge wolkenkrabber, voltooid in 2006 aan Union Square. Het is het derde hoogste woongebouw in Hongkong, bestaande uit vier torens: Sun Tower, Star Tower, Moon Tower, and Sky Tower. De Star Tower is verbonden met de Moon Tower en de Sky Tower is verbonden met de Sun Tower. De Sun en de Moon Towers zijn verbonden op de 69ste verdieping en boven in de vorm van een boog, vandaar de naam "The Arch".
Sun Hung Kai Properties, de ontwikkelaar van het project, werd bekritiseerd voor haar verkoopstrategie van The Arch in 2005,
 vanwege het gebruik van de "interne verkoop" methode bij onvoltooide appartementen, de afwezigheid van verkoopprijs-lijsten, maar ook voor de gehypete verkoop van appartementen in The Arch door het aankondigen van de hoge prijzen per vierkante meter. Een koper betaalde blijkbaar HK$168 miljoen (HK$31.300 per m²) voor een 498 m² groot penthouse. Aanbiedingen waren naar verluidt gegeven (kortingen voor een koper die al andere appartementen gekocht had), maar niet mee berekend. Dit liet het bedrijf de prijzen verhogen van de volgende batch van 500 appartementen met 5-10 procent. Sun Hung Kai Properties ontkende echter de beschuldigingen.

### The Cullinan
The Cullinan (Chinees: 天璽; Standaardkantonees in Yale: Tīnsáai), fase 6 van Union Square, is een residentieel complex ontwikkeld door Sun Hung Kai Properties. Het is het hoogste wooncomplex in Hongkong, met 68 verdiepingen en een hoogte van 270 meter. Het bestaat uit twee torens, de North Tower en de South Tower beide voltooid in 2009.

Het complex is vernoemd naar de 3106-karaat (621,2 g) Cullinan Diamant, de grootste diamant ter wereld, gevonden in 1905. The Cullinan zou eerst 45 verdiepingen hebben, maar na de annulering van Union Square fase 5 kreeg het er 68.

### International Commerce Centre
Het International Commerce Centre (ICC), fase 7 van Union Square, is een 118 verdiepingen tellend en 484 meter hoge wolkenkrabber die voltooid werd in 2010. Het werd ontwikkeld door eigenaar MTR Corporation en Sun Hung Kai Properties en doet dienst als handelsgebouw. Het is momenteel 's werelds vierde grootste gebouw en het hoogste gebouw in Hongkong. Het vijfsterren Ritz-Carlton Hotel neemt momenteel de verdiepingen 102 t/m 118 in beslag.

## Winkelcentrum
Elements, het winkelcentrum van Union Square, neemt 46.000 vierkante meter in. In 2008 waren er een totaal van 123 winkels, een ijsbaan, en de 1600-zitting multiplex Grand Cinema, het grootste bioscoopcomplex in Hongkong.

## Toegang
Union Square is gemakkelijk bereikbaar met het openbaar vervoer, zoals het MTR, Kowloon Motor Bus en minibus.

### Openbaar vervoer
MTR
- Kowloon Station - Tung Chung Line/Airport Express Line
- Austin Station - West Rail Line

Bus en minibus
Bussen en minibussen actief op Union Square
Kowloon Motor Bus
- 8- Kowloon Station ↔ Star Ferry
- 11- Diamond Hill Station ↔ Kowloon Station
- 203E- Choi Hung ↔ Kowloon Station
- 215X- Lam Tin (Kwong Tin Station) ↔ Kowloon Station
- 259B- Tuen Mun Ferry ↔ Kowloon Station
- 261B- Sam Shing → Kowloon Station
- 281A- Kwong Yuen ↔ Kowloon Station
- 296D- Sheung Tak ↔ Kowloon Station

Minibussen
- 26- Kowloon Station ↔ To Kwa Wan
- 74- Kowloon Station ↺ Mong Kok
- 74S- Kowloon Station ↺ Ho Man Tin Hill
- 77M- Kowloon Station ↔ East Tsim Sha Tsui Station

## Afbeeldingen

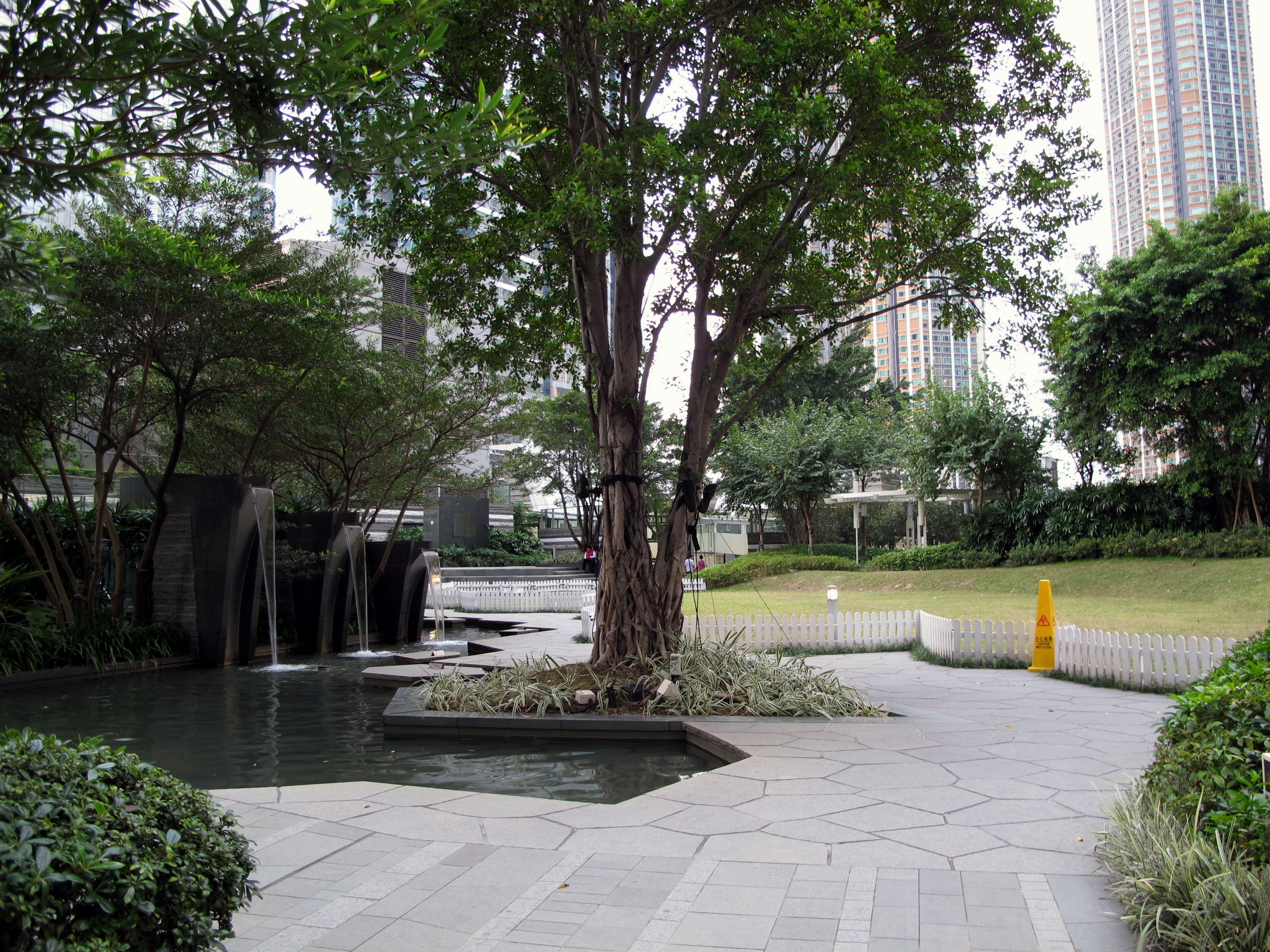
Open plein op Union Square
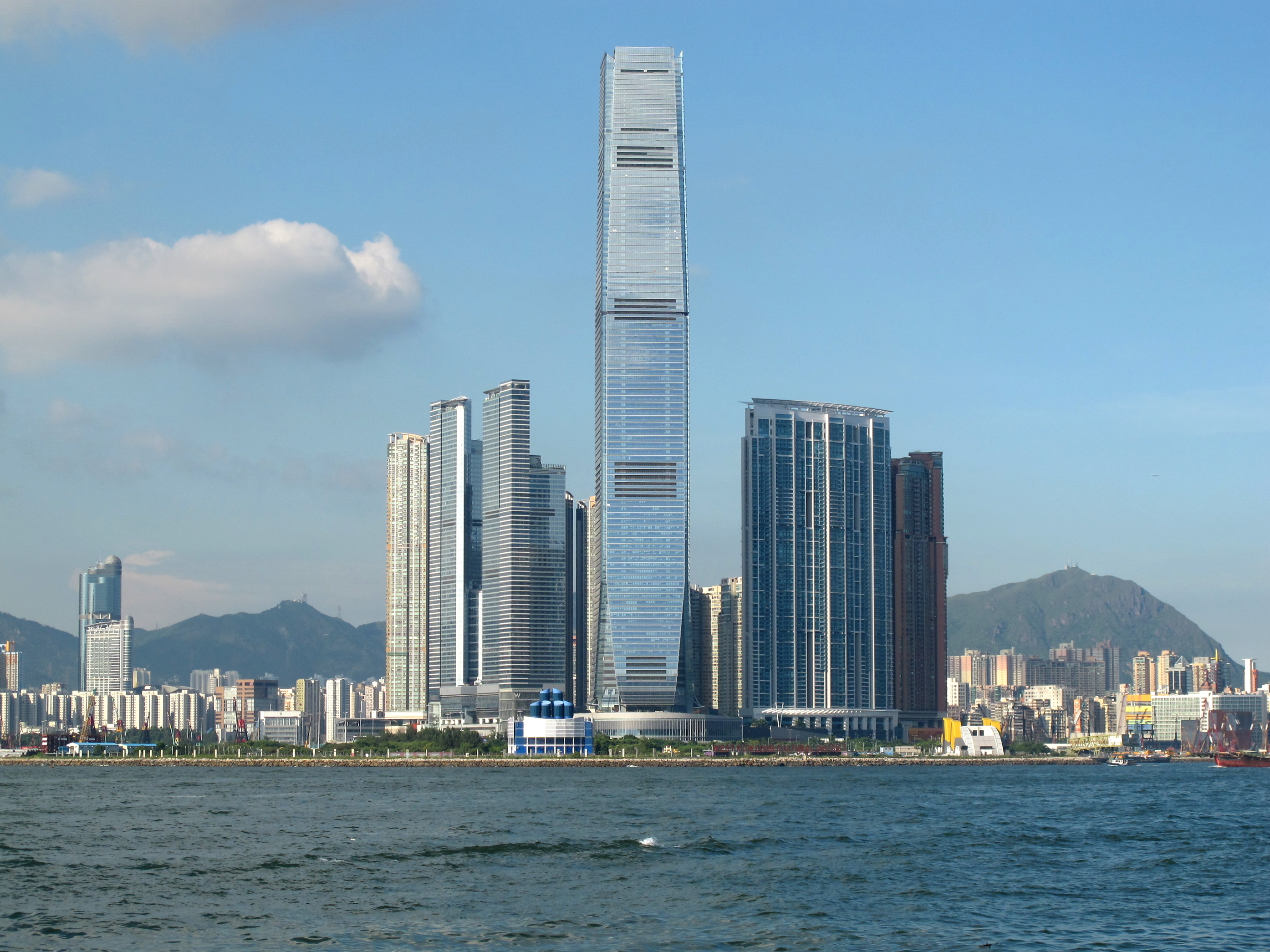
Zicht op Union Square vanuit het zuid-westen
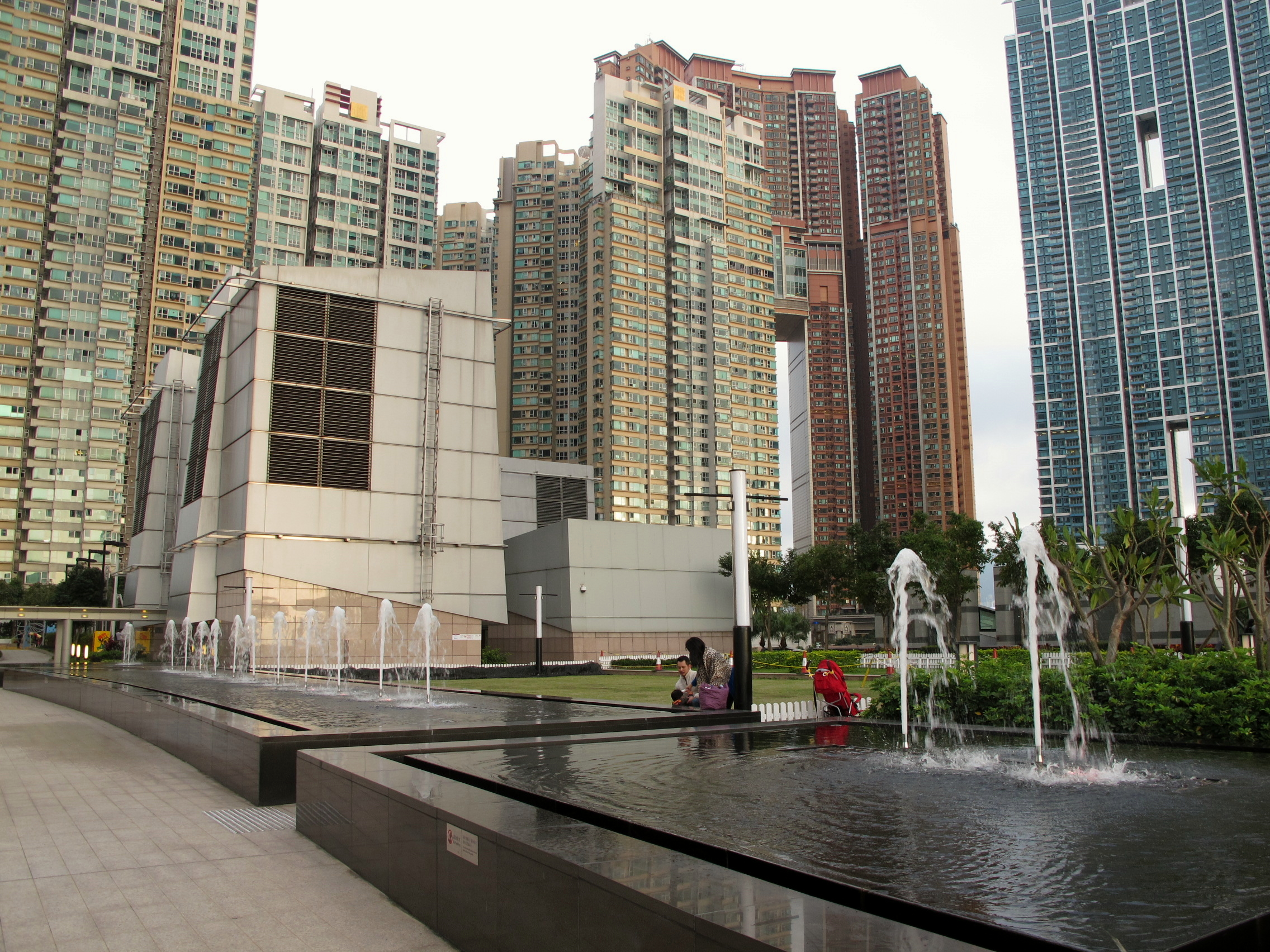
The Arch en The Harbourside bekeken vanuit Union Square